# قلعه عبدالله (هرند)
قلعه عبدالله (هرند)، روستایی از توابع بخش مرکزی شهرستان هرند در استان اصفهان ایران است.

## جمعیت
این روستا در دهستان امامزاده عبدالعزیز قرار دارد و براساس سرشماری مرکز آمار ایران در سال ۱۳۸۵، جمعیت آن ۱۸۸ نفر (۴۷خانوار) بوده‌است.